# Alfred Ramseyer
Alfred Ramseyer (* 23. November 1884 in Suhr; † 29. Dezember 1957 in Luzern) war ein Schweizer Architekt und Lokalpolitiker. Er war hauptsächlich für die Schweizerischen Bundesbahnen (SBB) tätig und schuf mehrere Bahnhofbauten. Stilistisch war er zunächst dem Heimatstil zuzuordnen, später wandte er sich der Neuen Sachlichkeit zu.

## Biografie

Rangierbahnhof Basel-Muttenz: Hauptdienstgebäude, 1931 (Bild 1956)

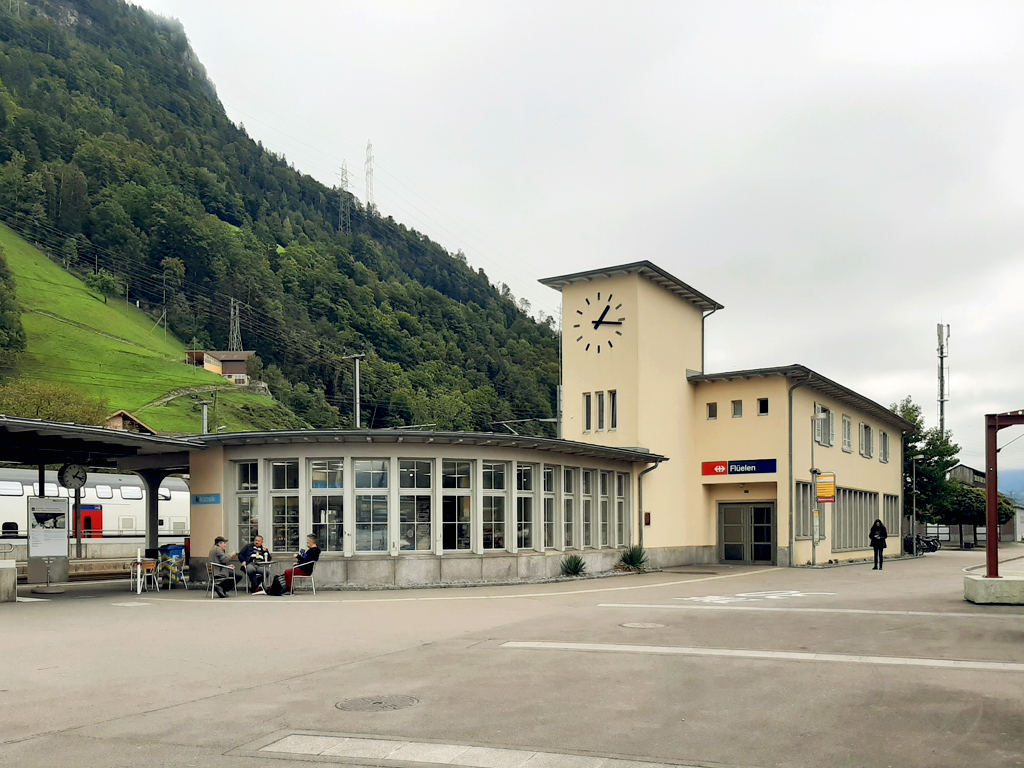
Bahnhof Flüelen, 1944 (Bild 2020)

Ramseyer absolvierte das Gymnasium in Thun und anschliessend die Baugewerbeschule. An der Technischen Hochschule Stuttgart studierte er Architektur bei Theodor Fischer und Paul Bonatz. Nach dem Studienabschluss folgten Praktika in Stuttgart und Nürnberg. 1909 wurde Ramseyer zum Gemeindebaumeister von Herisau gewählt. Dort baute er unter anderem das Zeughaus Ebnet und eine Lokremise der Bodensee-Toggenburg-Bahn. 1918 trat er in den Dienst der SBB ein und stand ab 1919 der Sektion Hochbau der Kreisdirektion II in Luzern vor. Ebenfalls 1919 wurde er in den Grossen Stadtrat von Luzern gewählt, dem er bis 1939 angehörte. Mehrere Jahre lang präsidierte er die städtische Baukommission und die evangelisch-reformierte Kirchgemeinde. Ebenso gehörte er dem Vorstand des Schweizerischen Ingenieur- und Architektenvereins an und war Obmann der Luzerner Sektion des Schweizerischen Werkbunds.
Im Zuge der Elektrifizierung des Streckennetzes waren bei Stations- und Betriebsgebäuden zahlreiche Umbauten, Erweiterungen und Neubauten notwendig. Bei seinen frühen Werken orientierte sich Ramseyer am Heimatstil und am deutschen Jugendstil. Später näherte er sich den Positionen des Funktionalismus an und übernahm Gestaltungselemente der Neuen Sachlichkeit, wobei er einen gewissen expressionistischen Zug beibehielt. Ramseyer realisierte zahlreiche Kraftwerkbauten und Unterwerke sowie Aufnahme- und Dienstgebäude in Bellinzona, Capolago, Erstfeld, Langnau im Emmental und Liestal. Für den 1971 abgebrannten Bahnhof Luzern entwarf er den Ostflügel. Zu seinen bekanntesten Bauwerken gehören das Hauptgebäude des Rangierbahnhofs Basel-Muttenz (1931) und der Bahnhof Flüelen (1944). Zuletzt baute er den Bahnhof Aarau um, ehe er 1950 in Pension ging.